# Franz Peter Anton Mooser
Franz Peter Anton Mooser (Moser) (* 4. Oktober 1773 im Uechtland, Schweiz; † 1. Jänner 1823 in Wien) war ein österreichischer Orgelbauer und Klaviermacher.

## Leben
Franz Peter Anton Mooser entstammte einer weitverzweigten Familie von Orgel- und Klaviermachern in der Schweiz. Im Jahre 1800 legte er den Bürgereid der Stadt Wien ab und führte in der Josefstadt, dem 8. Wiener Gemeindebezirk, eine Werkstätte.
Er entwickelte 1802 ein raumsparendes „Winkel-Fortepiano“ sowie ein „Piano-Forte dopplicato“. Nach seinem Tod legte seine Witwe Josepha (geb. Hugl) die Gewerbeberechtigung zurück.
Sein Sohn Ludwig Mooser erlernte den Orgelbau im väterlichen Betrieb und kam 1826 nach Salzburg. Von ihm ist eine Reihe von Orgeln insbesondere im Land Salzburg erhalten.